# ZB vz. 30
ZB vz. 30, ZB-30 — чехословацький ручний кулемет часів Другої світової війни, що перебував на озброєнні 24 країн світу.

## Історія
На зміну кулемету ZB vz. 26 прийшла його модернізована модель ZB vz. 30, яка також вироблялась на заводі Zbrojovka Brno. Зовні два кулемети були однакові, ZB-30 відрізнявся лише технологією виробництва і деякими внутрішніми змінами. Як і попередній зразок, vz. 30 мав успіх у світі й на 1939 рік став одним з найбільш поширених кулеметів у світі.

## Механізм
Автоматика кулемета працює на принципі відводу частини порохових газів з каналу ствола, для чого під стволом в передній частині розташована газова камора з 7-статечним регулятором. Кулемет має ударний механізм ударникового типу, ударник змонтований у затворі. Кулемет має повітряне охолодження ствола при стрільбі. Для поліпшення умов охолодження ствол забезпечений ребрами. Передбачена також можливість швидкої заміни нагрітого ствола, для чого на стволі закріплена ручка, яка використовується також при перенесенні кулемета. Приціл діоптричний, секторного типу. Коробчастий магазин вставлявся згори, стріляні гільзи викидаються донизу. Збирався з високоякісних матеріалів, був міцнішим і надійнішим за попередників, мав вищу точність.
До кулемета застосовувались гвинтівкові патрони 7,92×57 мм Маузер. Живлення патронами здійснювалось з коробчастого магазина на 20 або 30 патронів.
У роки війни кулемет широко використовувався по обидві сторони фронту і зарекомендував себе як надійна зброя.

## Оператори
- Чехословаччина — прийнята на озброєння в 1930 році.
- Третій Рейх — захоплення Європи німці почали з Чехословаччини. В окупованій країні випуск кулеметів vz. 26 і vz. 30 тривав під позначеннями MG 26 (t) і MG 30 (t) відповідно. Вони поставлялися на озброєння німецьких сухопутних військ (вермахту), звичайної та військової поліції; використовувалися в багатьох військових кампаніях, які Німеччина вела в різних регіонах світу.
- Румунія — прийнята на озброєння в 1930 році.
- Велика Британія — на основі ZB-30 в 1933 році почалось вироблення кулемета Bren.
- Австралія — вироблялась модифікація — Bren
- Канада — вироблялась модифікація — Bren
- Індія — вироблялась модифікація — Bren
- Друга Іспанська республіка — після початку в 1936 році війни в Іспанії, 2 тис. кулеметів ZB-26/30 були закуплені урядом Іспанської республіки.
- Франкістська Іспанія — в ході війни в 1936—1939 роках використовувалася деяка кількість трофейних кулеметів (поставлених для уряду Іспанської республіки), надалі вони вироблялися під найменуванням FAO (Fusil Automático Oviedo).
- Республіка Китай — жодна з країн — учасниць Другої світової війни не використала цей кулемет в таких масштабах, як Китай, де в 1939 році, після окупації Чехословаччини, було налагоджено власне виробництво.
- Японська імперія — в Японії вироблялись репліки цих кулеметів.
- Югославія — на початку 1930-х на озброєння була прийнята модифікація ZB vz.30J (під найменуванням «Пушкомітраљез 7,9mm модел 1926»)[2], а в 1936 році на збройовому заводі в місті Крагуєвац почалося ліцензійне виробництво кулемета під найменуванням M.1937.[3]
- Іран — в 1930-ті роки були закуплені кулемети ZB vz. 30.